# Marcel Ichac
Pour les articles homonymes, voir Ichac.
 (mars 2024).
La mise en forme du texte ne suit pas les recommandations de Wikipédia : il faut le « wikifier ».
Les points d'amélioration suivants sont les cas les plus fréquents. Le détail des points à revoir est peut-être précisé sur la page de discussion.
- Les titres sont pré-formatés par le logiciel. Ils ne sont ni en capitales, ni en gras.
- Le texte ne doit pas être écrit en capitales (les noms de famille non plus), ni en gras, ni en italique, ni en « petit »…
- Le gras n'est utilisé que pour surligner le titre de l'article dans l'introduction, une seule fois.
- L'italique est rarement utilisé : mots en langue étrangère, titres d'œuvres, noms de bateaux, etc.
- Les citations ne sont pas en italique mais en corps de texte normal. Elles sont entourées par des guillemets français : « et ».
- Les listes à puces sont à éviter, des paragraphes rédigés étant largement préférés. Les tableaux sont à réserver à la présentation de données structurées (résultats, etc.).
- Les appels de note de bas de page (petits chiffres en exposant, introduits par l'outil «  Source ») sont à placer entre la fin de phrase et le point final[comme ça].
- Les liens internes (vers d'autres articles de Wikipédia) sont à choisir avec parcimonie. Créez des liens vers des articles approfondissant le sujet. Les termes génériques sans rapport avec le sujet sont à éviter, ainsi que les répétitions de liens vers un même terme.
- Les liens externes sont à placer uniquement dans une section « Liens externes », à la fin de l'article. Ces liens sont à choisir avec parcimonie suivant les règles définies. Si un lien sert de source à l'article, son insertion dans le texte est à faire par les notes de bas de page.
- La présentation des références doit suivre les conventions bibliographiques. Il est recommandé d'utiliser les modèles {{Ouvrage}}, {{Chapitre}}, {{Article}}, {{Lien web}} et/ou {{Bibliographie}}. Le mode d'édition visuel peut mettre en forme automatiquement les références.
- Insérer une infobox (cadre d'informations à droite) n'est pas obligatoire pour parachever la mise en page.

Pour une aide détaillée, merci de consulter Aide:Wikification.
Si vous pensez que ces points ont été résolus, vous pouvez retirer ce bandeau et améliorer la mise en forme d'un autre article.
Marcel Ichac, né le 22 octobre 1906 à Rueil-Malmaison (Seine-et-Oise) et mort le 9 avril 1994 à Ézanville (Val-d'Oise), est un cinéaste, photographe, explorateur et alpiniste français.
« Grand maître du documentaire » selon l'historien Jean Tulard, Marcel Ichac est en particulier considéré comme « le plus grand cinéaste spécialiste de films de montagne en France et sans doute dans le monde » de sa génération par Georges Sadoul,. D'abord skieur et alpiniste, grand témoin de l'alpinisme français, Marcel Ichac est ensuite devenu, par la diversité des espaces explorés, le cinéaste de l'exploration française des années 1930-1950 (les deux premières expéditions françaises en Himalaya en 1936 et 1950, la plongée sous-marine avec Jacques-Yves Cousteau, le Groenland avec Paul-Émile Victor, les tout  premiers documentaires de spéléologie au monde avec notamment Norbert Casteret, etc.).
Marcel Ichac a révolutionné le cinéma documentaire par sa volonté d'insérer le spectateur au sein de l'action avec une obsession de l'authenticité. Ce qui a exigé, au-delà de l'accompagnement du sportif dans son effort, des innovations techniques (l'utilisation généralisée des caméras légères alors que les caméras de l'époque étaient généralement lourdes et fixes), artistiques (la caméra subjective, montée sur des skis, portée à l'épaule, etc., la prise de vue avec le regard de l'alpiniste) et narratives. Marcel Ichac est considéré comme un précurseur du « cinéma vérité » et du docu-fiction (lire plus bas).
Au-delà, Marcel Ichac a joué un rôle pionnier, tant dans le domaine technique (avec notamment la réalisation du premier film français en cinémascope, etc.), des institutions (fondation du Groupe des trente pour défendre le court-métrage), que des hommes (lancement de Jacques Ertaud, Jean-Jacques Languepin, Gérard Oury, Jean-Louis Trintignant, Robert Enrico dans le cinéma). Marcel Ichac a reçu les plus hautes récompenses du cinéma mondial (Oscar à Hollywood, primé au Festival de Cannes et à la Mostra de Venise, sans compter les festivals spécialisés dans le cinéma de montagne et d'exploration).

## Une vie consacrée à l'aventure et au cinéma
Fils du journaliste financier Eugène Ichac, Marcel Ichac, étudie aux Arts déco, et commence sa carrière comme illustrateur, publicitaire et journaliste (notamment des reportages, des photos, des photomontages dans le célèbre magazine VU, dont le photomontage de la Une Fin d'une civilisation, largement médiatisé). Après avoir joué en 1933 dans un film sur la montagne, il décide de passer de l'autre côté de la caméra. À partir de 1934, il se consacre au cinéma et à la photographie. Son œuvre se déploie dans plusieurs directions :

### L'explorateur
Marcel Ichac est le cinéaste quasi officiel des grandes explorations françaises des années 1930 aux années 1950, qu'il a accompagnées à travers le Globe.
Marcel Ichac est le seul alpiniste à faire partie des deux premières expéditions françaises en Himalaya, en 1936 et en 1950.

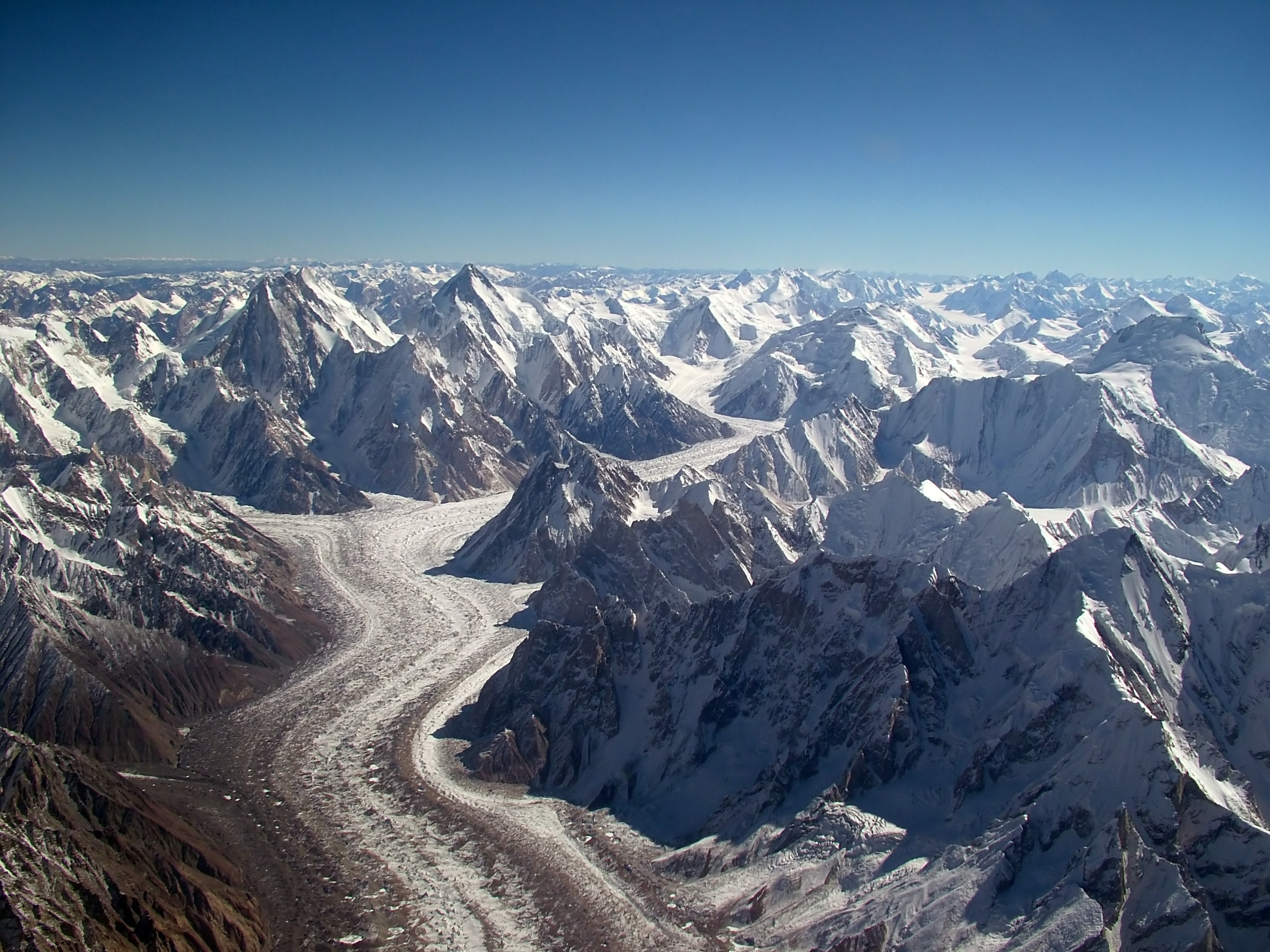
Karakoram et le glacier du Baltoro, l'autoroute des 8000 mètres (photo prise en 2005).

- Karakoram. La première expédition française dans l'Himalaya a eu lieu en 1936, dirigée par Henry de Ségogne, avec Pierre Allain, Jean Leininger, Jean Carle, Jean Deudon, Marcel Ichac, Jean Charignon, Louis Neltner, Jacques Azémar et le docteur Jean Arlaud. Après une longue marche d'approche à travers des régions quasi désertiques, puis sur l'immense glacier du Baltoro, la caravane de 700 porteurs arrive au pied du Hidden Peak, l'un des sommets de 8 000 mètres du globe. L'arrivée précoce de la mousson va priver les Français, montés à 7 000 mètres, de leur victoire[7]. Marcel Ichac a ramené de cette épopée un grand classique du cinéma d'exploration, le film Karakoram (1936, re-monté en 1986)[8].

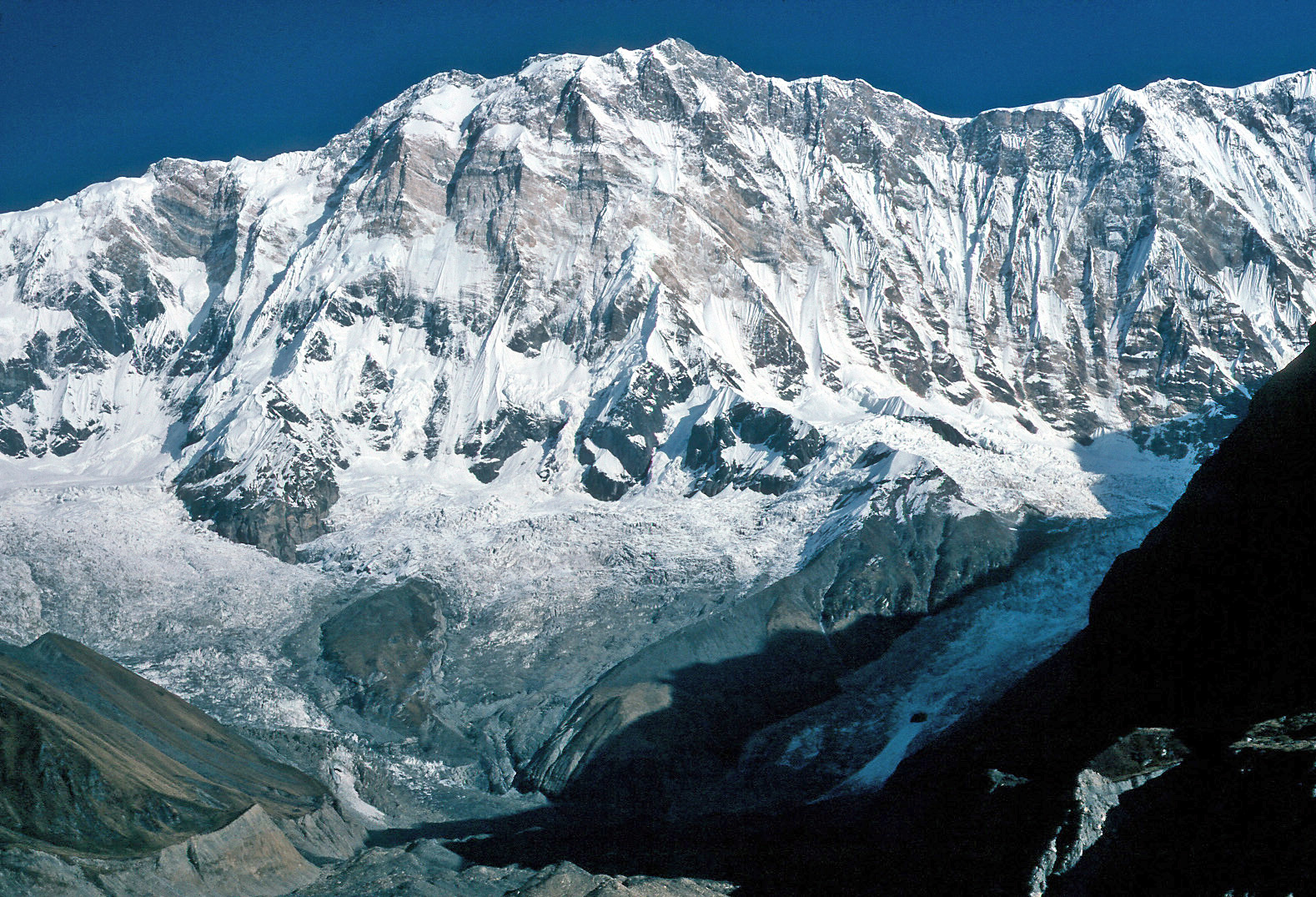
L'Annapurna (photo prise en 1982).

- Annapurna. En 1950, la France lance une seconde expédition en Himalaya, avec Maurice Herzog, Louis Lachenal, Lionel Terray, Gaston Rébuffat, Jean Couzy, Marcel Ichac (seul « rescapé » de l'expédition de 1936), Marcel Schatz, Jacques Oudot, Francis de Noyelle. Ils sont les premiers Européens à pénétrer dans cette région du Népal central, jusqu’à présent fermée aux étrangers. Il faudra donc d'abord explorer la région et corriger les cartes existantes. Marcel Ichac, qui ne fait pas partie des cordées d'assaut, joue un rôle essentiel pour la correction des cartes. Ses observations géographiques et géologiques lui vaudront le prix de l'Académie des sciences en 1951. Après la victoire de Maurice Herzog et Louis Lachenal, c'est la retraite des blessés sous la mousson. L'expédition de l'Annapurna aura un rententissement énorme[9],[10]. C'est non seulement le premier sommet de 8 000 mètres conquis par l'Homme, mais ce fut aussi, pour les Français, une victoire de portée mondiale, seulement cinq ans après la fin de la guerre. Livres (le journal de bord de Marcel Ichac servira à Maurice Herzog pour la rédaction de Annapurna Premier 8000), film (Victoire sur l'Annapurna de Marcel Ichac (1950)), photos, conférences, font des vainqueurs de l'Annapurna des héros nationaux[11],[12],[13].

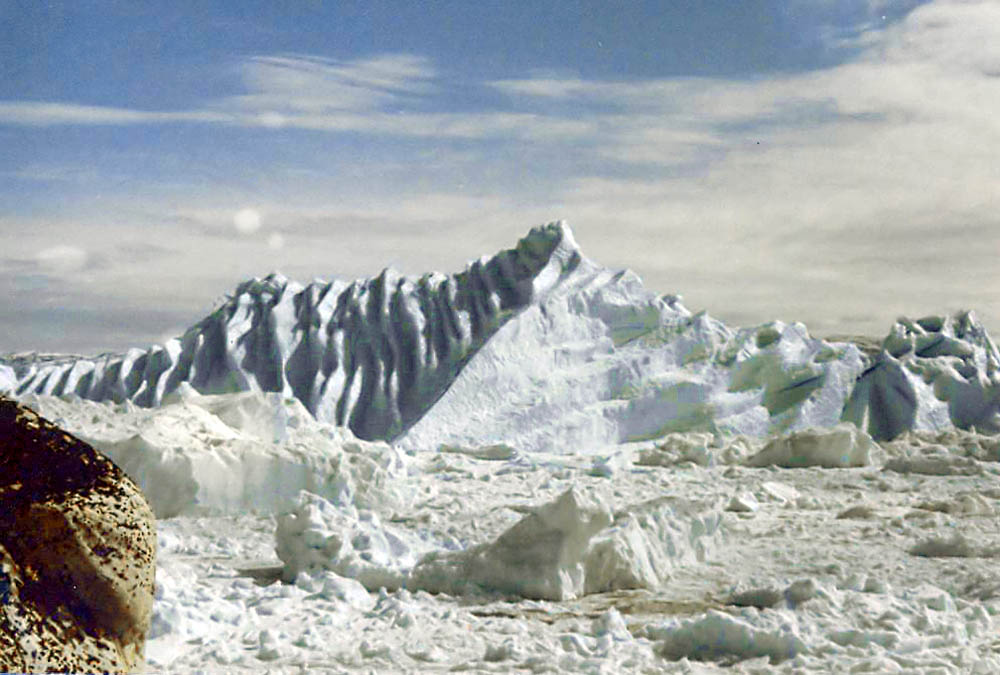
Le Groenland.

- Groenland. Marcel Ichac a croisé Paul-Émile Victor à la fin des années 1930, au Club alpin français et à la Société des explorateurs français. En 1949, Marcel Ichac est membre de la campagne des Expéditions polaires françaises (EPF). Un an après la première campagne préparatoire des EPF, il s’agit cette fois de rallier le cœur de l’inlandsis et d’y bâtir une station scientifique souterraine permettant à une petite équipe d’hiverner. Une expérience déjà tentée en 1930-1931 par des Allemands, mais qui s’était terminée tragiquement[14]. Marcel Ichac et son assistant Jean-Jacques Languepin réalisent le film Groenland : vingt mille lieues sur les glaces, qui relate l’expédition et l’installation de la station[15] (Voir des extraits du film montés pour les Actualités françaises du 10 octobre 1949 : ).

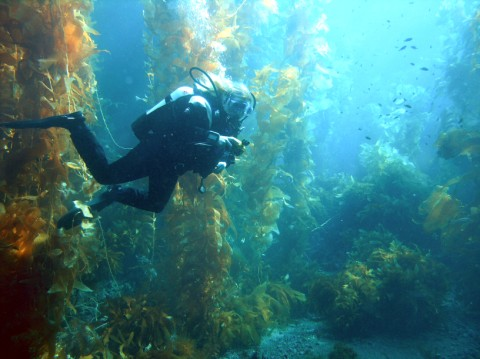
Exploration sous-marine

- Exploration sous-marine : Marcel Ichac et Jacques-Yves Cousteau, qui se sont connus à Megève dès 1942, avaient des objectifs identiques : faire découvrir au grand public, par leurs films, des lieux inaccessibles : la haute montagne et les entrailles de la terre pour Ichac, le fond des mers pour Cousteau. Marcel Ichac et Jacques-Yves Cousteau seront deux des trois lauréats du Congrès de films documentaires de 1943. Dès lors s'établira une coopération épisodique mais régulière sur plus d'un quart de siècle[16]. En 1948, lors de la croisière en Méditerranée de l' Élie Monnier, navire d'exploration confiée à Cousteau par la Marine nationale, Marcel Ichac coréalise avec Jacques-Yves Cousteau et son équipe le film Carnet de plongée. En 1950, Marcel Ichac aide Cousteau à retaper la quasi épave qui deviendra La Calypso. En 1952, Marcel Ichac fait partie de l'équipe de La Calypso lors de la découverte de la galère du Grand-Congloué. Marcel Ichac va ensuite aider à la réalisation du film-vedette de Jacques-Yves Cousteau, Monde du silence, d'abord en participant à la croisière préparatoire en mer Rouge en 1954[17], puis, lors du tournage en 1955, en réceptionnant à Paris les bobines du film pour alerter au fur et à mesure l'équipe sur les erreurs à recadrer. Marcel Ichac fera pendant le tournage du film la première plongée sous-marine sous la glace. Au tournant des années 1950-1960, Ichac et Cousteau s'entraident financièrement pour produire leurs films respectifs. En 1968, Marcel Ichac participe à l'expédition Cousteau dans les Andes. Il s'agit de chercher le trésor des Incas au fond du lac Titicaca. Marcel Ichac réalise le film La légende du lac Titicaca, épisode de L'Odyssée sous-marine du commandant Cousteau[18].

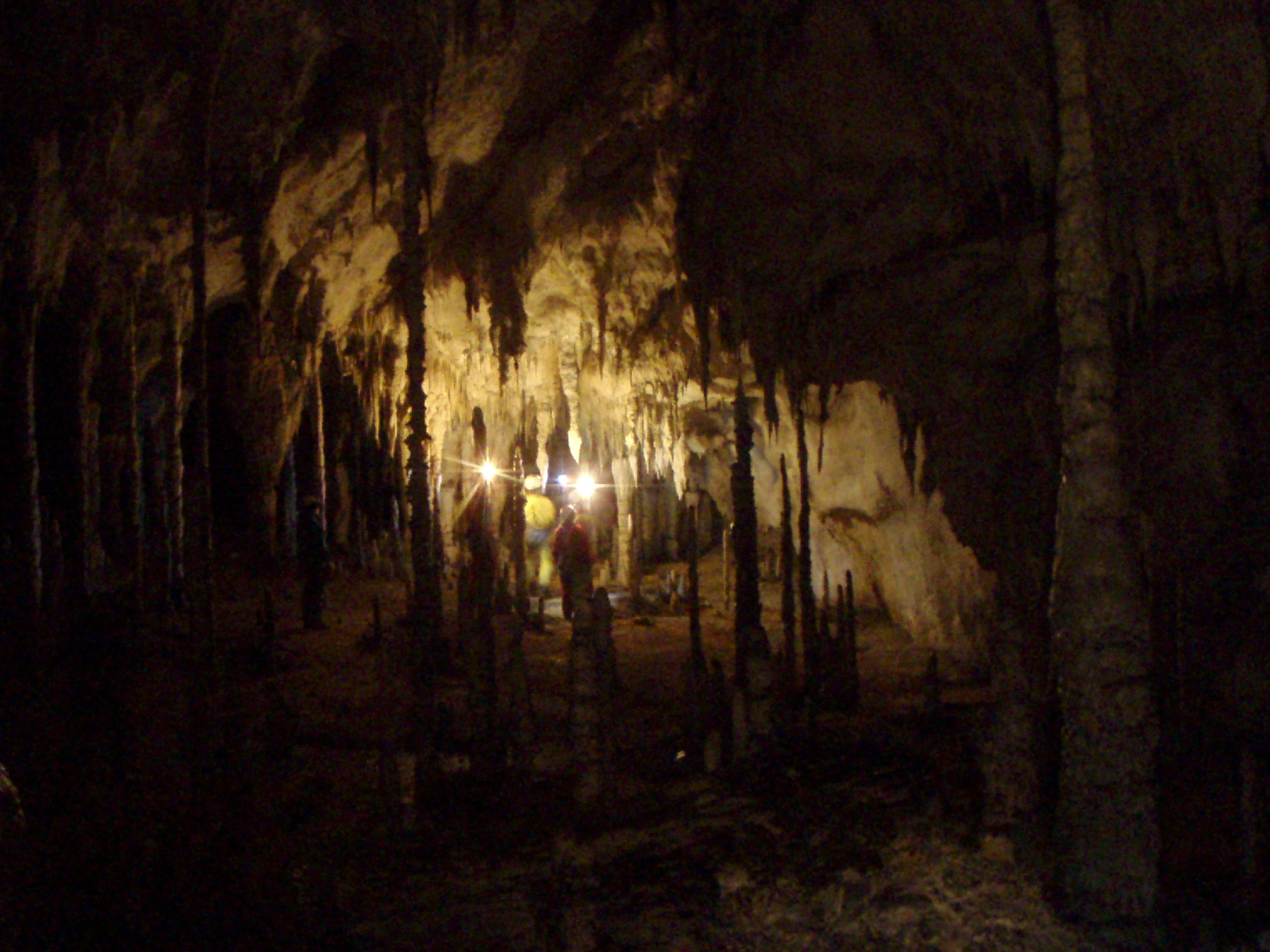
Expédition spéléologique.

- Spéléologie : Marcel Ichac se lance dans la spéléologie en 1935, avec des amis du Groupe de Bleau, avant d'être, début 1936, membre fondateur du spéléo-club de Paris[19]. Marcel Ichac apporte à la spéléologie son savoir-faire technique et ses principes de cinéma déjà appliqués avec succès au monde de la montagne. Il réalise ainsi les premiers films documentaires de spéléologie au monde[20],[21]. Son film Sondeurs d'abîmes (tourné en 1943 dans le Vercors), est considéré comme le premier film de spéléologie au monde[22]. Le documentaire tourné en 1947 à La Henne Morte avec notamment Norbert Casteret (intégré dans le film La Clef des champs 1941-1948) et Padirac, rivière de la nuit (tourné en 1948 au gouffre de Padirac) sont considérés comme les premiers reportages d'exploration spéléologique filmés en direct.

Arabie saoudite.

- Proche-Orient et La Mecque. En 1939, Marcel Ichac part au Levant. Son film Missions de la France (1939), présente l'œuvre de la France outre-mer, notamment en Syrie et au Liban. En 1939-1940, Marcel Ichac part réaliser un reportage sur le pèlerinage de La Mecque. Il s’agit cette fois de contrer la propagande nazie, qui tente de monter l’Empire français contre la métropole, en montrant la liberté des musulmans d’Afrique du Nord d’aller à La Mecque, et ceci malgré l’état de guerre. Le film, réalisé avec l’assentiment d’Ibn Séoud, est tout de même tourné dans des conditions rocambolesques et difficiles. Pèlerins de la Mecque (1940), est ainsi le premier reportage complet sur le pèlerinage de La Mecque.

- Le tour du monde en 84 jours : le film Tour du monde express (1954).

### L'alpiniste

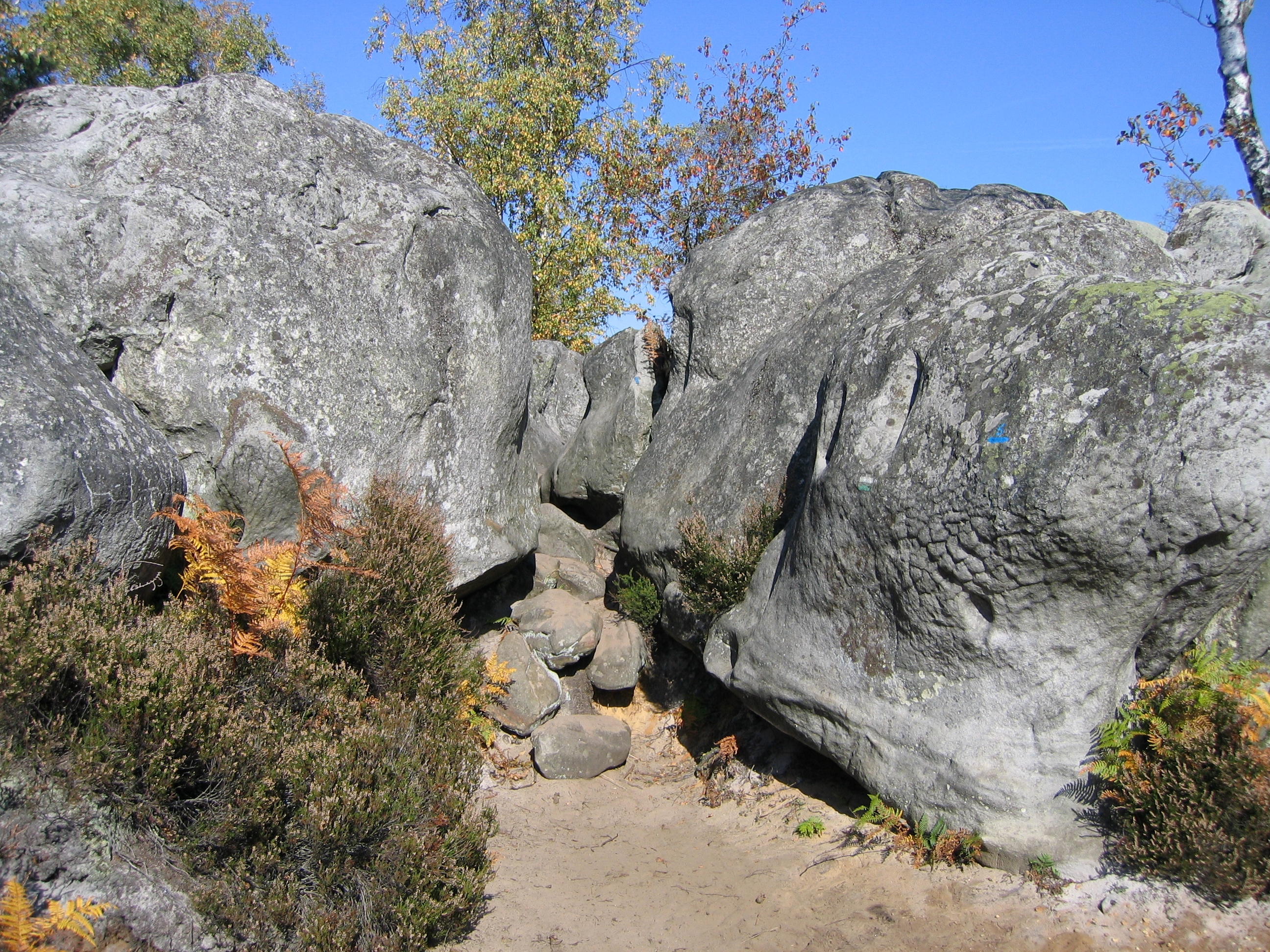
Les rochers de Fontainebleau.

Passionné de montagne dès le milieu des années 1920, Marcel Ichac va alors faire partie du petit cercle des alpinistes parisiens qui se retrouvent le week-end dans la forêt de Fontainebleau (le Groupe de Bleau) et pendant leurs vacances dans les Alpes. Il réalise de nombreuses courses, quelques premières, et participe à la rédaction des Guides Vallot.
Marcel Ichac est donc à la fois un acteur et témoin de moments clés de l'alpinisme français, à qui il consacre de nombreux articles, photos et films :
- le Groupe de Bleau et l'éclosion du mouvement des sans guides des années 1930, dominée par la personnalité de Pierre Allain.
- Puis la génération de l'après-guerre (Lionel Terray, Louis Lachenal, Gaston Rébuffat, etc.) qui marque la consécration internationale de l'alpinisme français.
- La naissance de l'himalayisme français en 1936 et 1950 (lire plus haut).

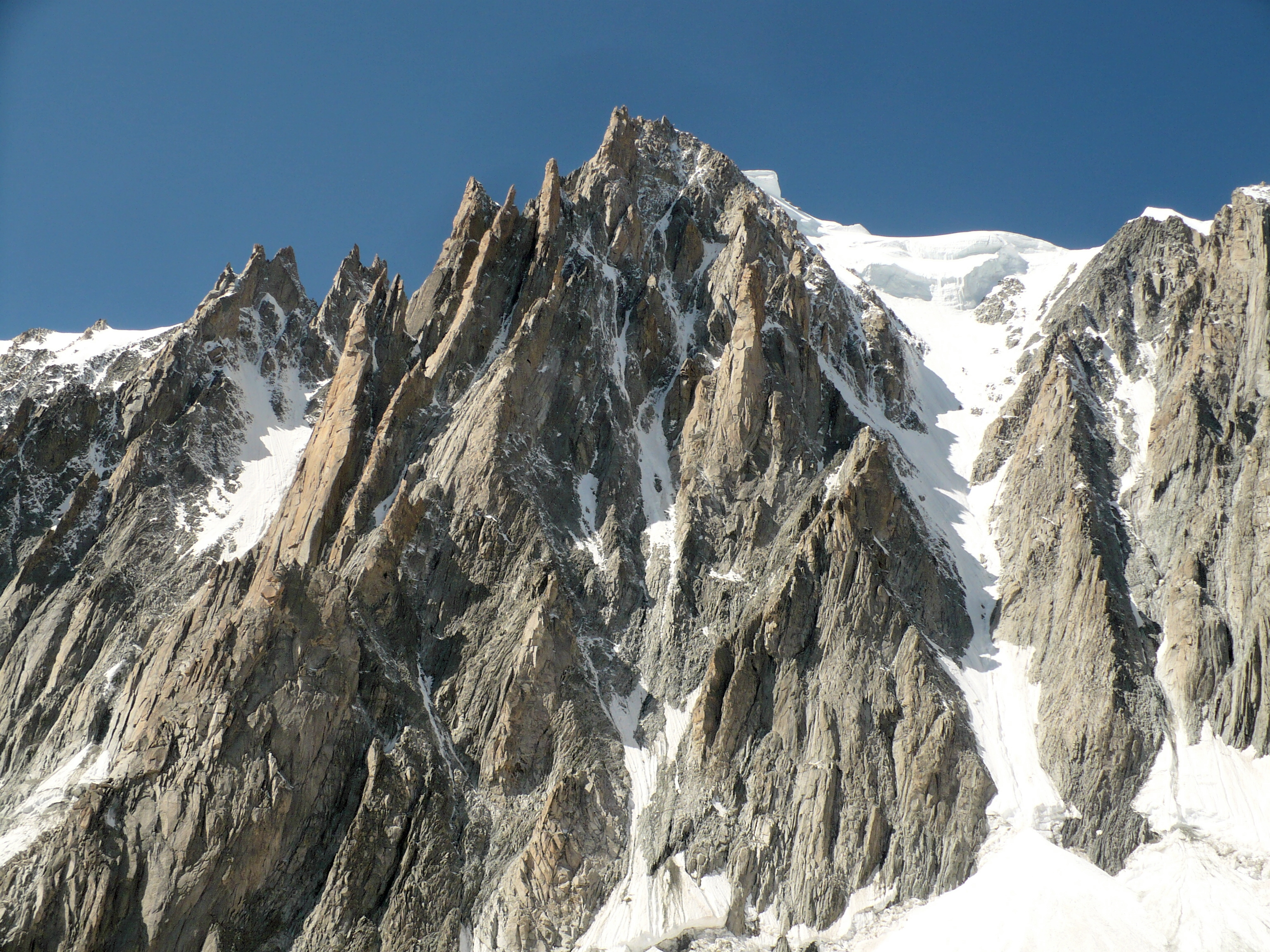
Les Aiguilles du Diable (France).

Accompagnant au plus près l'alpiniste, Ichac souhaite partager avec le public la motivation et la psychologie de l'alpiniste, la technique et la beauté du geste du grimpeur. Ses principaux films de montagne sont :
- À l'assaut des Aiguilles du Diable, avec le célèbre guide Armand Charlet (1942)[23].
- Les Étoiles de midi (1959).avec notamment Lionel Terray et René Desmaison, qui reste LE grand classique du cinéma de montagne[24].
- Le Conquérant de l'inutile en hommage à son ami Lionel Terray (1966).
- Marcel Ichac ira aussi filmer les plus hauts combats de la Seconde Guerre mondiale, aux côtés des FFI des Alpes, jusqu’à la libération de Turin par les troupes alliées (Tempête sur les Alpes en 1944-45[25],[26]).

Sportif accompli, Marcel Ichac s'est lancé à 70 ans dans la course à pied, courant plusieurs fois le marathon de New York, ceci jusqu’à 80 ans.

### La popularisation du ski en France

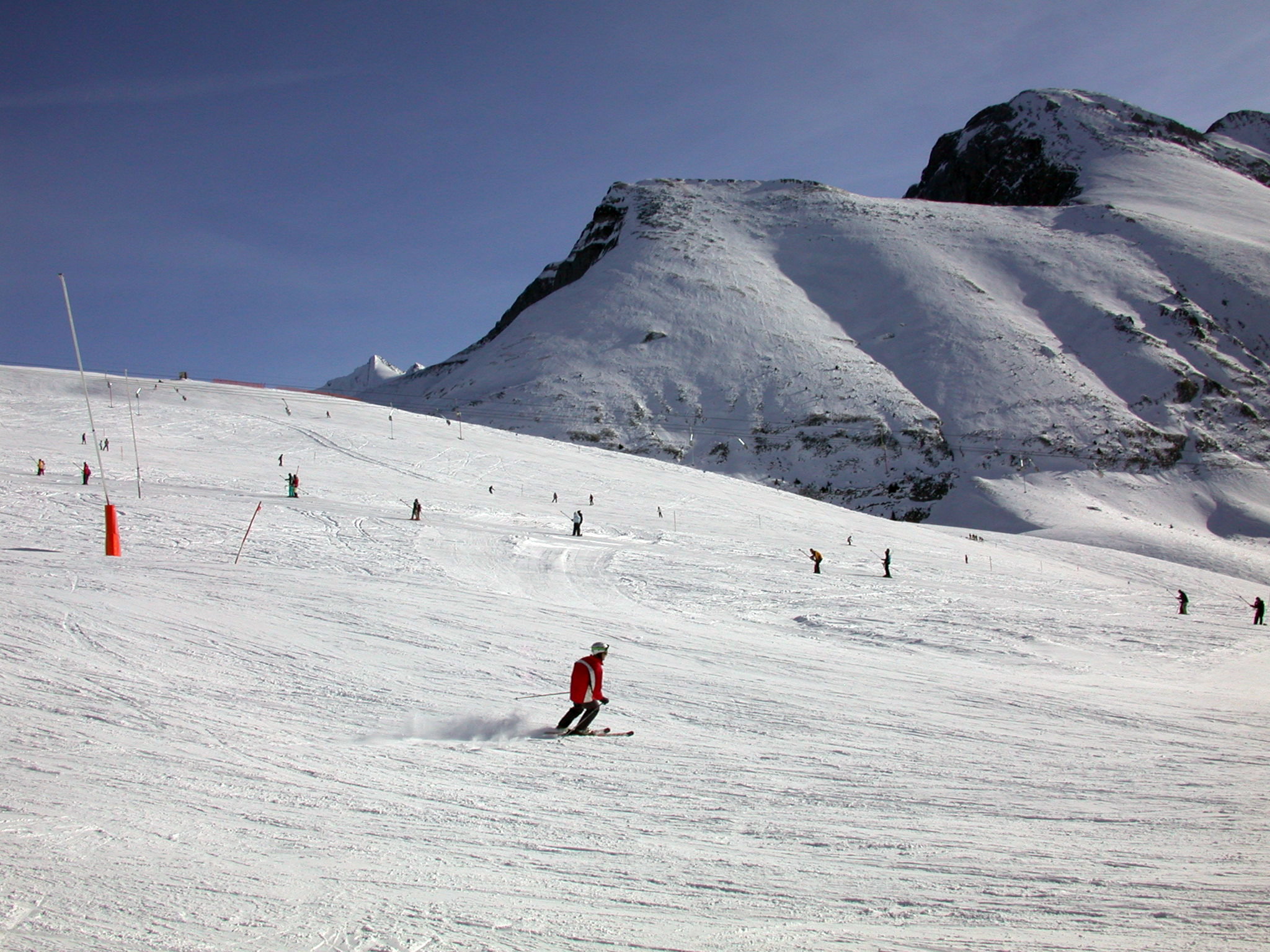
Les films d'Ichac ont fait découvrir le ski aux Français.

Marcel Ichac va accompagner de ses films, de ses photos, de ses reportages, les tout débuts de la popularisation du ski en France dans les années 1930. Notamment à l'époque du Front populaire, alors que les pouvoirs publics encouragent la découverte du plein air. Aux préoccupations sociales et de santé publique, s'ajoute un enjeu patriotique évident alors que les tensions s'affirment en Europe. Il s'agit d'enlever à l'Autriche et à l'Allemagne le quasi-monopole dont ces pays jouissaient dans le domaine du ski. Les sportifs français, la technique française de ski, les stations de ski françaises effectuent alors de remarquables percées. Marcel Ichac va les faire connaître au grand public. Il attaque directement le cinéma germanique, qui domine le cinéma de montagne, en réalisant le premier grand film français de ski (Poursuites blanches, 1936) destiné à rivaliser avec les productions de Arnold Fanck, Leni Riefenstahl et Luis Trenker.

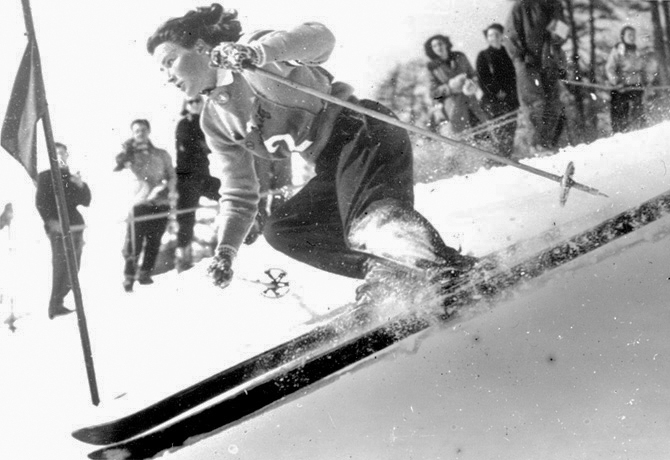
Une compétition de ski en 1948.

L'œuvre de Marcel Ichac forme alors un ensemble cohérent qui contribuera à lancer le ski en France.
- des reportages sur les Championnats du Monde de ski : Jeux du monde en 1937 à Chamonix, Championnats d'Engelberg en 1938 à Engelberg, Zakopane 1939 en Pologne, puis Les Dieux du ski en 1947 à Chamonix, Ski au Colorado en 1950 à Aspen. Ces films révèlent en 1937-1938 les premiers champions français de ski (Émile Allais, James Couttet).
- des films de « propagande touristique » (financés par les compagnies de chemin de fer) pour inciter les Français à partir découvrir la montagne (Neiges du sud dans les Pyrénées, 300 jours au soleil pour les Hautes-Alpes, Neiges d'Auvergne, Neiges de France).
- des reportages d'éducation sportive (la diffusion de la technique française incarnée par Émile Allais) pour apprendre aux Français à skier et aussi pour populariser la méthode française de ski, jeune rivale de la méthode autrichienne qui régnait jusque-là sans partage : Vive le ski (1935),  Ski français (1938), Ski de France (1947), puis Voici le ski-Christiania léger (1957).
- Des films d'exploits sportifs pour faire rêver : Ski de Printemps (1934), 4100 ascension à ski des Écrins (1934), De Nice au Mont-blanc à ski (1935).
- Médecin des neiges (1942), destiné à inciter les jeunes à rester vivre en montagne. C'est le premier film dans lequel jouera le futur réalisateur Gérard Oury, jusqu'alors acteur de théâtre.
- La Clef des champs (1942-1947), destinée à populariser de manière plus large les sports de plein air auprès des Français (ski, montagne, camping, etc.).
- 50 ans ou la vie d'un skieur (1972), le film mémoire du ski français.

### Des documentaires techniques
Marcel Ichac réalise dans les années 1940-1950 une série de documentaires techniques. Particulièrement des films sur la technique de l'aluminium réalisés pour Péchiney. C'est dans un de ces films que Jean-Louis Trintignant fit ses premiers pas au cinéma.

## Un cinéaste innovant
À partir de 1934, Marcel Ichac a joué un rôle dans l'innovation au cinéma et, ce, dans plusieurs domaines.

### Un pionnier de la caméra subjective et du cinéma vérité
Marcel Ichac va révolutionner le film de montagne, notamment en participant à des innovations techniques telles que le principe de la caméra subjective, devenant ainsi un pionnier du cinéma vérité et du docu-fiction.
La méthode Ichac n'aurait pas été possible sans sa décision d'utiliser hors de leur contexte initial des caméras légères initialement prévue pour un usage très spécifique. Dès lors, les innovations techniques peuvent s'enchaîner : « Ichac réformera très tôt toutes les règles académiques de l’art du documentaire. Et pour cause : visionnaire qui s’ignore, il a un à-priori technique, la légèreté. (..) Marcel Ichac va tout bouleverser en ayant, comme il dit, « la seule idée de sa vie » : au marché aux Puces, le jeune homme achète une caméra allemande portable utilisée pour les films ethnographiques. En bandoulière, le boîtier n’est guère plus encombrant qu’un sac à dos. Ichac peut alors s’encorder lui aussi, il peut s’armer d’un piolet, il peut se faire alpiniste et cinéaste en même temps. Le documentaire de montagne est « inventé ». Mais l’ingénieux Ichac n’en est qu’à ses débuts. Ce sont encore les années 1930 lorsqu’il fixe sa caméra – « subjective » comme on la qualifie – sur des skis afin de mieux rendre compte de l’impression de vitesse. ».
Ces innovations, banalisées de nos jours, ne vont pas de soi en 1934. Comme l'explique l'écrivain de montagne Pierre Minvielle, « « En ces temps là (dans les années 1930), les opérateurs professionnels se déplaçaient avec de grosses caméras à moteurs électriques. Le poids de la caméra, des batteries, sans compter le pied et les films, empêchaient l’opérateur de circuler. » (expliquait Marcel Ichac). Avec sa caméra portative, Ichac, lui, va pouvoir garder un skieur dans son champ pendant plusieurs secondes ; il pourra aussi se déplacer sur une paroi pour suivre le grimpeur. Il sera au cœur de l’action, à côté du sportif. ».
Le matériel léger autorise alors le cinéaste à s'immerger dans l'action pour y immerger à son tour le spectateur. « Marcel Ichac apparaît comme le contemporain de Robert Flaherty et de Joris Ivens. Mais ce qui le différencie de tous les autres, c’est la capacité qu’il a d’aller chercher le témoignage dans les lieux les plus aventureux : sur les glaciers, dans les parois des aiguilles de Chamonix, plus tard dans les vallées du Karakoram et du grand Himalaya ; mais aussi dans l’enceinte interdite de la Ka’ba à La Mecque, au fond des gouffres, au cœur des combats ou dans l’inslandis groenlandais. ».
L'objectif final est bien de faire rivaliser la force de la vérité avec le caractère artificiel de la fiction : « Ce sera la revanche du modeste film documentaire de voir certaines de ses images laisser des impressions plus profondes que telle scène dramatique d’un grand film dont l’artificielle beauté se dissipe dès que le retour à la lumière a fait cesser l’enchantement de l’écran. » écrit-il en 1936 (au sujet du film Poursuites Blanches).
Dès lors, la méthode Ichac est lancée. L'historien de montagne Yves Ballu explique : « Marcel Ichac a fait école ; pas simplement parce qu’il a été le premier cinéaste français de montagne, mais surtout parce qu’ayant abordé le cinéma en professionnel, c’est-à-dire avec les exigences d’une véritable écriture cinématographique (scénario, cadrage, mise en scène), il n’a pas renié sa vocation d’alpiniste, laissant à la montagne sa pleine dimension. En particulier, il s’est toujours efforcé de tourner les différentes séquences au lieu et à l’heure où elles étaient supposées avoir lieu. Cette exigence reprise par ses propres collaborateurs (Jacques Ertaud, Jean-Jacques Languepin, René Vernadet, etc.) est devenue un label : celui de l’authenticité ».
L'introduction de l'exigence de vérité même au sein de ses rares œuvres de fiction, fera également d'Ichac le pionnier de nouveaux genres cinématographiques :
- « Marcel Ichac tournera ses scènes au plus près de son sujet, suspendu au bout d’un corde à proximité du guide chamoniard et de son second de cordée, et inaugurera avec ce film un cinéma « vérité » de montagne dont on retrouvera le principe dans ses productions futures. »[32].
- « Ichac avait inventé un genre : le docu-fiction » explique, à propos du film Les Étoiles de midi le réalisateur de cinéma et de télévision Jacques Ertaud[33].

### Autres innovations
Marcel Ichac s'intéresse à tous les aspects du cinéma, comme l'explique le réalisateur Jacques Ertaud : « Il m'a tout appris : la prise de vue, le montage, la prise de son, l'écriture d'un film, le choix des musiques.  Il était un véritable artisan, avec un grand A, capable de faire entièrement un film sans l'aide de personne.  Ce fut pour moi une merveilleuse école. ».
Par conséquent, Marcel Ichac participe à plusieurs innovations du cinéma :
- il est le premier en France à réaliser un film en Cinémascope (« Nouveaux Horizons » en 1953). La revue La Recherche explique : « L'impression de profondeur disparaît dès lors que la caméra est statique ». Marcel Ichac, qui avait assisté aux États-Unis à la projection de This Is Cinerama, avait tenu compte de cette particularité lorsqu'il avait tourné Nouveaux horizons. Le compte rendu de la projection de son film devant la Commission supérieure technique (CST) indiquait en effet : « Les membres de la CST ont pu constater lors de la projection que M. Ichac avait parfaitement compris pour ce premier film l'utilisation qui peut être faite du procédé du Professeur Chrétien et qu'il a su donner aux spectateurs ce pseudo-relief obtenu par la répétition des travelling avant, travelling arrière et latéral ; les spectateurs ont en effet eu une forte impression de plans détachés, impression qui a disparu avec la projection de La Tunique […] Beaucoup de critiques qui avaient assisté en décembre 1953 à la projection des deux films avaient remarqué en effet que La Tunique était beaucoup moins convaincant de ce point de vue. »[34] ;
- dès 1936, pour la musique du film Karakoram, il choisit une musique de Pierre Vellones jouée aux ondes Martenot, qui marquent le début des synthétiseurs de musique ;
- en 1958, il est le premier à confier au futur grand compositeur de musiques de films Maurice Jarre la partition d'un long métrage (Les Étoiles de midi)[35] ;
- il initie au cinéma les réalisateurs Jacques Ertaud, Jean-Jacques Languepin, Robert Enrico[36] et fait faire leurs premiers films à Gérard Oury[37] et Jean-Louis Trintignant[38].

### Les récompenses du cinéma mondial
Marcel Ichac reçoit pour son œuvre les plus hautes récompenses mondiales :
- Prix du meilleur court-métrage documentaire à la Mostra de Venise pour Karakoram (1938)[39].
- Primé au Festival de Cannes (pour cinq films présentés), notamment pour « Groenland, 20.000 lieues sur les glaces » (1952) (voir la remise des prix : .
- Grand prix du cinéma français (ancêtre des Césars, mais il n'y avait qu'un seul et unique prix par an, toutes catégories confondues) pour Les Étoiles de Midi (1959).
- Oscar du court-métrage à Hollywood en 1964 pour « La Rivière du hibou », dont il sera producteur (réalisation de Robert Enrico) () (Voir le film : . Des images du film : ). Plusieurs autres films auxquels il a participé seront sélectionnés ou primé aux Oscars : Le Monde du silence de Cousteau, dont il sera conseiller technique, est primé aux Oscars 1957 ; Le Maillon et la Chaîne (The Link and the Chain) réalisé par Jacques Ertaud et Bernard Gorki, dont il sera coproducteur, est sélectionné aux Oscars 1964, etc.).
- ses films ont été primés dans les festivals de films de montagne et d'aventure (Trente, Banff, Les Diablerets, Cortina d'Ampezzo, etc.).

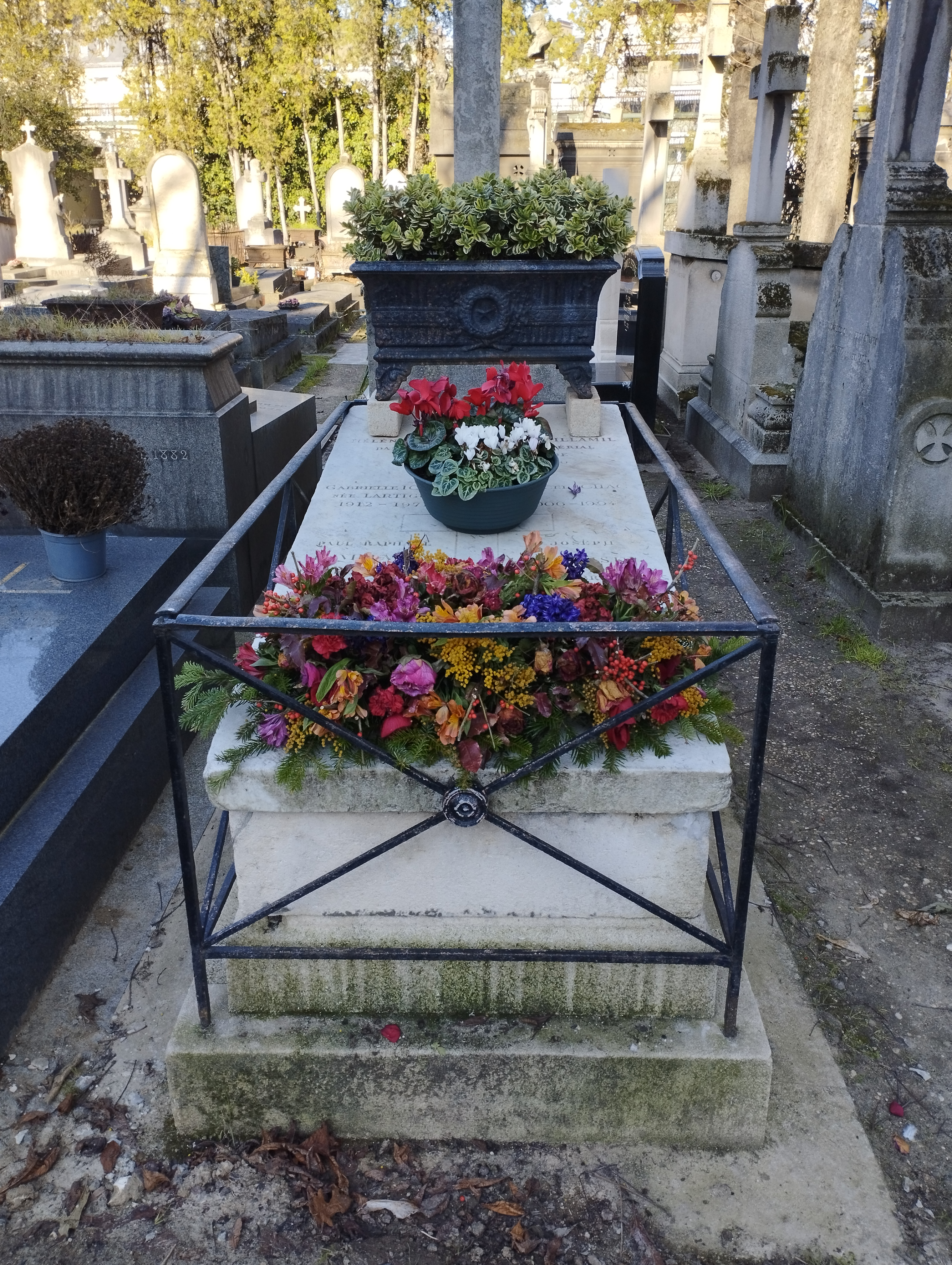
Tombe de Marcel Ichac au cimetière de Passy (division 1).

Marcel Ichac est aussi membre du jury du Festival de Cannes pour les courts-métrages en 1951, 1955 et 1966.

## Mort
Mort en 1994, il est inhumé dans la 1re division du cimetière de Passy.

## L'œuvre de Marcel Ichac

### Les films de Marcel Ichac
En tant que réalisateur :
- Ski de printemps (1934). L'école du ski-club alpin parisien (Scap) au glacier d'Argentière, avec notamment Roger Frison-Roche, Jean Carle, Armand Charlet, etc.).
- 4100, ascension à ski des Écrins (1934).
- De Nice au Mont-Blanc (1935) Un raid à ski de 300 km.
- Vive le ski ! (1935). Promotion du ski alpin (technique, compétitions de 1935, etc.).
- Poursuites blanches (1936). Se voulait le premier grand film français de ski alpin face aux productions allemandes.
- Karakoram. Film de la première expédition français en Himalaya. Grand prix du documentaire au Festival de Venise en 1938 (Lion d'argent) et médaille d’or de l’Exposition universelle de 1937 à Paris.
- Neiges du sud (1937). Le ski dans les Pyrénées.
- Jeux du monde (1937). Les championnats du monde de ski alpin de 1937 à Chamonix.
- 300 Jours au soleil (1937). Le tourisme dans les Hautes-Alpes.
- Ski français (1938). Film d'enseignement de la technique française de ski alpin.
- Engelberg 1938 (1938). Les championnats du monde de ski alpin 1938.
- Neiges d'Auvergne (1938). Le ski en Auvergne.
- 36 chandelles (1938). Film humoristique sur le ski.
- Neiges de France (1939). Le ski en France. Film français le plus projeté à l'Exposition universelle de New York en 1939.
- Zakopane 1939. Les championnats du monde de ski alpin 1939 en Pologne (film inachevé...)
- Mission de la France (1939). La présence de la France dans le monde, notamment en Syrie-Liban (pour l'Exposition universelle de New York).
- Pèlerins de La Mecque (1940). Premier film documentaire relatant le hajj.
- Le Médecin des neiges (1941). Film de fiction, premier film dans lequel joue Gérard Oury.
- A l'Assaut des Aiguilles du Diable (1942), Grand prix du film documentaire 1943 et Coupe de la ville de Cortina d’Ampezzo (Italie) en 1952. Le récit d'une ascension célèbre refaite quelques années après par son auteur, le célèbre guide Armand Charlet.
- La clef des champs (1941-1947). Film à la gloire de la vie en plein air (alpinisme, camping, spéléologie à La Henne Morte, etc.).
- La soudure de l'aluminium (1942), L'Industrie française de l'aluminium (1942) et autres.
- Sondeurs d'abîmes (1943). Probablement[évasif] le premier documentaire de spéléologie au monde.
- Tempête sur les Alpes (1944-1945). Le seul témoignage filmé des plus hauts combats[Interprétation personnelle ?] de la Seconde Guerre mondiale.
- Vite et léger (1945). L'apport de l'aluminium dans les équipements sportifs.
- Ski de France (1947). La technique française de ski alpin. Le film reçoit la Coupe de la FISI au congrès de Cortina d’Ampezzo (Italie) de mars 1949.
- Les Dieux du ski (1947). La Semaine internationale de ski de Chamonix.
- Centrale de carling-Houillères de Lorraine (1948).
- Ski au Colorado (1950). Les championnats du monde de ski à Aspen.
- Carnets de plongée, réalisé avec Jacques-Yves Cousteau (1948), présenté au Festival de Cannes. En compétition au Festival de Cannes 1951 .
- Padirac, rivière de la nuit (1948). L'un des premiers documentaires d'exploration spéléologique au monde. Le film reçoit la médaille d’or du Coni (Comité olympique national italien) au festival de Cortina d’Ampezzo de 1950.
- Vite et léger (vers 1948 ?). Promotion de l'aluminium.
- Victoire sur l'Annapurna (tourné en 1950). Le témoignage de la première expédition victorieuse d'un sommet de plus de 8 000 m. Le film reçoit le Diplôme de mérite au festival d'Édimbourg en 1953 et un Rhododendron d’Argent, prix spécial pour la réalisation au Festival de Trente en 1954. Il est sélectionné au Festival de Cannes 1953.
- Groenland : vingt mille lieues sur les glaces, grand prix du documentaire du Festival de Cannes 1952. Témoignage des Expéditions polaires françaises de Paul-Émile Victor (coréalisateur : Jean-Jacques Languepin)
- Nouveaux Horizons (1952). Premier films français en cinémascope. Grand prix de la Commission technique au Festival de Cannes 1954 .
- Tour du monde express (1954). Un tour du monde réalisé en 84 jours.
- Via pôle nord (1954). Les routes aériennes de l'avenir.
- Pechiney (1955). Première apparition à l'écran de Jean-Louis Trintignant.
- Ce métal a 100 ans (1955). Promotion de l'aluminium.
- Les danses de Tami (1955, tourné lors de l'expédition de l'Annapurna en 1950).
- Voici le ski, christiania léger (1957). La nouvelle technique française de ski alpin.
- Les Étoiles de midi (1958), avec Jacques Ertaud comme adjoint. Grand prix du cinéma français 1959, Grand Prix de la ville de Trente, Récompense absolue au Festival international du film de Montagne et d'Exploration 1959, Trophée Enrico Orlandi du Club alpino italiano (CAI), Coupe du préfet de Belluno au festival du Film sportif de Cortina d'Ampezzo, film officiel sélectionné pour représenter la France au Festival international du film de Berlin 1959 (voir aussi , , ).
- Fria (1960). L'aluminium en Guinée.
- Le Conquérant de l'inutile (1967). Biographie de Lionel Terray. Primé au festival de Trente 1966, primé au festival des Diablerets, sélectionné Festival de Cannes 1967 (hors compétition), prix du meilleur film historique sur la montagne au festival de Banff (Canada) (1982) (voir aussi ).
- La Légende du lac Titicaca (1968), produit par Jacques-Yves Cousteau, et dont il fut le réalisateur.
- 50 ans ou la vie d'un skieur (1970). L'histoire du ski en France .
- Karakoram, 1936-1986 (1986). Seul exemple[réf. nécessaire] d'un film refait par son auteur 50 ans après son tournage.
- (à compléter)[Interprétation personnelle ?]

En tant que producteur :
- La Rivière du hibou réalisé par Robert Enrico (1962), Palme d'or du court-métrage du festival de Cannes 1962 et Oscar du meilleur court métrage en prises de vues réelles à Hollywood en 1963 (attribué à titre personnel à Marcel Ichac).
- Le Monde sans soleil réalisé par Jacques-Yves Cousteau(1964), Oscar du meilleur film documentaire 1964 (Academy Award for Documentary Feature).
- Ski Total (1961) de Jacques Ertaud.

En tant que conseiller technique ou assistant :
- L'Aiguille verte, réalisée par Samivel vers 1934.
- Le Monde du silence réalisé par Jacques-Yves Cousteau et Louis Malle (1956), Palme d'or du festival de Cannes 1956, Oscar du meilleur film documentaire 1956 (Oscar du meilleur film documentaire).

En tant qu'acteur :
- Alpinisme (1933). Film de M. Coutisson et du Club alpin français.

### Livres écrits par Marcel Ichac
- À l'assaut des aiguilles du Diable, 1945, Ed. Jean Susse. Récit du tournage du film homonyme.
- Regards vers l'Annapurna, 1951, Ed. Arthaud. Livre de photos de l'expédition de 1950 réalisé par Marcel Ichac, Maurice Herzog et Gaston Rébuffat.
- Marcel Ichac (photogr. Henri Leblanc, Marcel Ichac, Jacques Ertaud), Quand brillent les étoiles de Midi, Paris, Arthaud, coll. « Le Monde en images » (no 11), 1960, 124 p. Récit du tournage du film Les Étoiles de Midi ainsi que souvenirs et profession de foi sur le cinéma de montagne de Marcel Ichac.

- Des photos dans Groenland 1948-1949 (album-photo de la première expédition EPF au Groenland), Ed. Arthaud, 1951. Textes de Paul-Émile Victor, photos de Jean-Jacques Languepin, Marcel Ichac, Jacques Masson.

### Articles écrits par Marcel Ichac
De nombreux articles dont :
- « Neiges et glaces polaires. Relation abrégée de l’expédition française au Groenland de 1949 », in Neige et Glace, no 263, décembre 1949 ().